# Dmitrov
Dmitrov (ru. Дмитров) este un oraș din Regiunea Moscova, Federația Rusă și are o populație de 62.219 locuitori.